# Мелехов, Дмитрий Евгеньевич
Дмитрий Евгеньевич Мелехов (23 февраля 1899 — 13 мая 1979) — советский психиатр, доктор медицинских наук, один из основателей социальной психиатрии, автор более 170 научных трудов, в т. ч. 5 монографий.

## Биография
Дмитрий Евгеньевич Мелехов родился в Рязани, в семье протоиерея Евгения Мелехова, настоятеля храма Спаса-на-Яру, репрессированного в 1923 году за неподчинение указу об изъятии церковных ценностей. В детстве получил хорошее образование, много занимался музыкой. В 1916 году окончил с золотой медалью Рязанскую гимназию. В 1921 году Мелехов поступает на медицинский факультет МГУ. На 4 курсе решает стать психиатром после того, как прослушал лекцию профессора П. Б. Ганнушкина «Психиатрия, её задачи, объём и задачи преподавания». В 1925 году сразу же после окончания университета Дмитрий Евгеньевич начал работать в психиатрической клинике на Девичьем поле под руководством П. Б. Ганнушкина и Т. А. Гейера. Окончив в 1930 году ординатуру в клинике П. Б. Ганнушкина, он начал работать в Институте нервно-психиатрической профилактики Министерства здравоохранения РСФСР, где совместно со своим учителем Т. А. Гейером открыл первое в нашей стране отделение экспертизы трудоспособности и восстановительной терапии и параллельно с этим вёл научно-исследовательскую работу в Институте психиатрии Министерства здравоохранения РСФСР, одновременно оказывая помощь ряду практических лечебных и экспертных учреждений. С 1932 года Дмитрий Евгеньевич работает в Центральном институте экспертизы трудоспособности и организации труда инвалидов Министерства социального обеспечения РСФСР, помогая Т. А. Гейеру в организации психиатрического отделения этого института, а с 1948 года заведует этим отделением, которое является руководящим научно-методическим центром по врачебно-трудовой экспертизе при психических заболеваниях. С 1951 по 1956 годы Дмитрий Евгеньевич являлся директором Государственного научно-исследовательского института психиатрии Министерства здравоохранения РСФСР. В 60-70-х, когда исследования по социальной психиатрии приобрели широкий размах, Д. Е. Мелехов стал инициатором и активным участником целого ряда крупных начинаний в этой области: изучение особенностей адаптации больных в условиях промышленного производства, в учебных заведениях, работ, связанных с организацией подготовки кадров по социальной психиатрии и реабилитации психически больных.
Его жизненным кредо были слова святого Игнатия Брянчанинова: «И слепому, и прокажённому, и повреждённому рассудком, и грудному младенцу, и уголовному преступнику, и язычнику окажи почтение, как образу Божию. Что тебе до его немощей и недостатков? Наблюдай за собой, чтобы тебе не иметь недостатка в любви».

## Основные работы
- «Трудовая терапия и трудоустройство в системе организации психиатрической помощи» (1939)
- «Диагностика дефектных состояний при шизофрении (к постановке вопроса)» (1941)
- «Врачебно-трудовая экспертиза в трудоустройстве инвалидов Отечественной войны с нервно-психическими заболеваниями» (1945)
- «Основные клинические итоги изучения психически больных в условиях трудовой деятельности» (1947)
- «Общие принципы врачебно-трудовой экспертизы при психических заболеваниях» (1960)
- «Прогноз и восстановление трудоспособности при шизофрении» (1960)
- «Шизофрения» (1960)
- «Клинические основы прогноза трудоспособности при шизофрении» (1963)
- «Development and results of social psychiatry in USSR» (1968)
- «Теоретические и организационные основы реабилитации психически больных в СССР» (1977)
- "Психиатрия и проблемы духовной жизни"

## Религиозная жизнь
Духовный сын протоиерея Сергия Мечева, активный участник студенческого евангелического кружка, за участие в котором был арестован в 1923 году. В 1933 году был арестован по обвинению в членстве в контрреволюционной организации христианской молодежи, участии в нелегальных собраниях и антисоветской агитации. В русле современной христианской православной научной мысли трудами Дмитрия Евгеньевича был освещен один из самых глубоких вопросов - соотношение
духовной, душевной и биологической сущностей человека.
Известно положение Д. Е. Мелехова о том, что "душевнобольной может быть духовно здоров и это его в известной мере охраняет от страданий". 

## Публикации в интернете
- А. Медведев. Столетие Д. Е. Мелехова.
- Профессор Дмитрий Евгеньевич Мелехов — крупный учёный-психиатр, один из основателей отечественной социальной психиатрии и верующий человек (к 105-летию со дня рождения)
- Новомученики и Исповедники Русской Православной Церкви XX века